# Jane Danson
Jane Danson (Bury, 8 november 1978) is een Engelse actrice. Haar echte naam is Jane Dawson.

## Carrière
Op 11-jarige leeftijd maakte Danson haar televisiedebuut als Eileen Critchley in de serie G.H.B. Ze verscheen in alle zeven afleveringen.
Haar eerste grote rol was als Paula in de ITV-kinderserie Children's Ward. In januari 1996 speelde ze een gastrol in de eerste aflevering van Hetty Wainthropp Investigates.
In 1997 vertolkte Danson de rol van Monica Jones in de ITV-dramareeks The Grand. Tevens verscheen ze voor het eerst in de ITV-soap Coronation Street als de onstuimige tiener Leanne Battersby. De familie Battersby kregen de naam "Neighbours From Hell". In 2000 verliet ze de show, niet lang na een aangrijpende gebeurtenis: haar personage werd drugsverslaafd. In hetzelfde won ze de "Rear of the Year award", een prijs die wordt toegekend aan celebrity met een opmerkbaar achterste.
Alvorens ze de cast van The Bill in 2002 vervoegde, speelde ze een verpleegster in de dramareeks Always & Everything. In The Bill vertolkte ze de rol van PC Gemma Osbourne, de eerste lesbische politieagente in de geschiedenis van de serie. Ze verliet de serie in 2003.
In 2004 keerde ze terug als Leanne Battersby in Coronation Street. Begin 2006 raakte bekend dat Danson zwanger was en eind juli ging ze in zwangerschapsverlof. Ze keerde terug op de set in januari 2007 en ze verscheen in maart 2007 weer voor het eerst op de buis.
Danson verscheen in het tweede seizoen van Soapstar Superstar, de Britse versie van Steracteur Sterartiest. Hierin werd ze ten onrechte in de tweede aflevering geëlimineerd. Een onderzoek naar de kwalijke praktijken inzake poll-resultaten toonde aan dat Danson en Tupele Dorgu door een beslissing van de redactie benadeeld werden.

## Privéleven
Danson maakte haar eerste publieke optreden in een talentenjacht in Pontin's, een Brits vakantieverblijf, in Weston-super-Mare. Op 10-jarige leeftijd werd ze gekroond tot Rosebud Queen van het Morris Dancing Team.
Ze studeerde aan de Radcliffe High School in Radcliffe.
Danson trouwde in december 2005 met acteur Robert Beck. Ze hebben twee kinderen samen: Harry Alexander Jack (geboren op 14 juli 2006) en Sam Alfie Robert (geboren op 26 februari 2009).